# 마이티 모
마이티 모(영어명: Mighty Mo, 영어: Siala-Mou Siliga, 본명: 시아라-모우 실리가, 1970년 10월 8일 ~ )는 미국의 권투, 킥복싱, 종합격투기 선수다. 사모아계 미국인으로 아메리칸사모아 팡오팡오에서 태어났다.

## 내력

### 초기 활동
고등학교 · 대학교 시절 레슬링 부에 소속되어 있었다.

### 일본
2004년 2월 일본의 입식타격기 대회 K-1을 통해 데뷔했다. 또한 2003년부터 UAGF, Hero's, Dream 등 종합격투기 대회에도 아주 간간이 출전했다.
2010년 K-1이 쇠퇴의 길을 걸으면서 다른 킥복싱 대회에 출전하기 시작했다.

### 벨라토르 MMA
2013년 9월 종합격투기 세계 2위 단체 벨라토르 MMA에 진출했다. 2010년 Dream 13 대회에서 가진 조시 바넷과의 헤비급 매치에서 패배한 후 3년 반 만에 가진 종합격투기 복귀였음에도 2연승 후 헤비급 챔피언십 토너먼트에 참가, 8강전에서 승리하며 3연승을 거두었다. 하지만 4강전에서 패배하며 벨라토르 MMA에서 나오게 되었고 이후 타 단체에서 2경기를 더 가졌다.

### 로드 FC
2015년 10월 대한민국의 종합격투기 단체 로드 FC에서 진출했으며 데뷔전이 되는 Road FC 026 대회에서 최무배를 상대로 1라운드 37초 만에 KO승을 거두었다.
2015년 12월 중국에서 개최된 Road FC 027 대회에서 최무배와 무제한급 챔피언십 8강전 경기를 가졌고 1라운드 3분 34초만에 TKO로 승리했다. 원래 마이티 모의 무제한급 챔피언십 8강전 상대는 명현만이었지만 최무배의 강력한 요청으로 대체 성사된 리매치성 대결이었다. 이로 인해 명현만 또한 마이티 모가 아닌 중국의 리앙링위와 무제한급 챔피언십 8강전을 가지게 되었고 1라운드 13초만에 KO로 승리했다.
2016년 4월 중국에서 개최된 Road FC 030 대회에서 명현만과 무제한급 챔피언십 4강전 경기를 가졌고 3라운드 1분 12초만에 넥 크랭크 서브미션으로 승리했다.
2016년 9월 지난 Road FC 030 대회에서 아오르꺼러를 1라운드 1분 36초 만에 KO로 꺽고 올라온 최홍만과 Road FC 033 대회에서 무제한급 챔피언십 결승전 경기를 가졌고 1라운드 4분 6초만에 KO로 승리, 챔피언 벨트를 거머쥐었다. 대회 종료 후 로드 FC와 의무 방어전 3경기를 골자로 하는 계약에 합의했고 챔피언에게 적용되는 '1억 클럽' 혜택도 약속 받았다. 12월 브라질의 카를로스 도요타를 상대로 1차 방어전을 가졌고 또 다시 1라운드 KO승을 거뒀다.

## 우승 및 공적

### 종합격투기
- 로드 FC
  - 로드 FC 무제한급 초대 챔피언 (2016년 ~ 현직 / 우승 1회, 방어전 2회)
- UAGF
  - UAGF 헤비급 챔피언 (2003년 / 우승 1회)

### 킥복싱
- K-1
  - 2007 K-1 월드그랑프리 지역대회 하와이 GP 우승
  - 2004 K-1 월드그랑프리 지역대회 라스베가스 GP II 우승

## 종합격투기 전적
| 프로 종합격투기 전적 | 프로 종합격투기 전적 | 프로 종합격투기 전적 | 프로 종합격투기 전적 | 프로 종합격투기 전적 | 프로 종합격투기 전적 | 프로 종합격투기 전적 | 프로 종합격투기 전적 |
| -------------------- | -------------------- | -------------------- | -------------------- | -------------------- | -------------------- | -------------------- | -------------------- |
| 15 시합              | (T)KO                | 항복                 | 판정                 | 실격                 | 그 밖                | 비김                 | 무효                 |
| 12 승                | 9                    | 3                    | 0                    | 0                    | 0                    | 0                    | 0                    |
| 3 패                 | 0                    | 2                    | 1                    | 0                    | 0                    | 0                    | 0                    |

| 결과 | 상대              | 내용                                       | 대회명                                 | 경기일자         | 개최장소                        | 비고                       |
| ---- | ----------------- | ------------------------------------------ | -------------------------------------- | ---------------- | ------------------------------- | -------------------------- |
| 승   | 강동국            | TKO (펀치 연타), 2:25 R. 2 of 3            | Road FC 040                            | 2017년 7월 15일  | 장충체육관                      | 무제한급 타이틀 2차 방어전 |
| 승   | 카를로스 도요타   | KO (펀치), 1:10 R. 1 fo 3                  | Road FC 035                            | 2016년 12월 10일 | 장충체육관                      | 무제한급 타이틀 1차 방어전 |
| 승   | 최홍만            | KO (펀치), 4:06 R. 1 of 3                  | Road FC 033                            | 2016년 9월 24일  | 장충체육관                      | 무제한급 토너먼트 결승전   |
| 승   | 명현만            | 서브미션 (넥 크랭크), 1:12 R. 3 of 3       | Road FC 030                            | 2016년 4월 16일  | 베이징 노동자 체육관            | 무제한급 토너먼트 4강전    |
| 승   | 최무배            | TKO (펀치), 3:43 R. 1 of 3                 | Road FC 027: In China                  | 2015년 12월 26일 | 상하이 오리엔탈 스포츠 센터     | 무제한급 토너먼트 8강전    |
| 승   | 최무배            | KO (펀치), 0:37 R. 1 of 3                  | Road FC 026                            | 2015년 10월 9일  | 장충체육관                      |                            |
| 패   | 데니스 스토야니치 | 판정 (만장일치), 5:00 R. 3 of 3            | HIT FC                                 | 2015년 6월 27일  | 발리셀렌 스포츠 센터            |                            |
| 패   | 알렉산드르 룽     | TKO (펀치), 0:55 R. 1 of 3                 | Romanian XF 15: Bucharest MMA Allstars | 2014년 12월 15일 | 부쿠레슈티                      |                            |
| 패   | 알렉산더 볼코프   | KO (헤드킥), 2:44 R. 1 of 3                | Bellator 116: Johnson vs. Ivanov       | 2014년 4월 11일  | 페창가 리조트 앤 카지노         | 헤비급 토너먼트 4강전      |
| 승   | 피터 그라함       | 서브미션 (트라이앵글 초크), 2:31 R. 3 of 3 | Bellator 111: Dantas vs. Leone         | 2014년 3월 7일   | 윈스타 월드 카지노              | 헤비급 토너먼트 8강전      |
| 승   | 론 스파크스       | 서브미션 (키락), 2:52 R. 1 of 3            | Bellator 105                           | 2013년 10월 25일 | 산타아나 스타 센터              |                            |
| 승   | 댄 찰스           | TKO (펀치), 1:26 R. 3 of 3                 | Bellator 100: Lima vs. Saunders 2      | 2013년 9월 20일  | 그랜드 캐니언 유니버시티 아레나 |                            |
| 패   | 조쉬 바넷         | 서브미션 (기무라), 4:41 R. 1 of 2          | Dream 13                               | 2010년 3월 22일  | 요코하마 아레나                 |                            |
| 패   | 세미 슐트         | 서브미션 (트라이앵글 초크), 5:31 R. 1 of 2 | K-1 Dynamite!! Power of Courage 2008   | 2008년 12월 31일 | 사이타마 슈퍼 아레나            |                            |
| 승   | 루벤 빌리얼       | TKO (펀치), 1:33 R. 1 of 3                 | K-1 HERO's - Dynamite!! USA            | 2007년 6월 2일   | 로스앤젤레스 메모리얼 경기장    |                            |
| 승   | 김민수            | KO (펀치), 2:37 R. 1 of 2                  | K-1 - Hero's 8                         | 2007년 3월 12일  | 나고야 레인보우 홀              |                            |
| 승   | 마크 스미스       | KO (니킥), N/A R. 2 of 2                   | UAGF 4                                 | 2003년 10월 13일 | 업랜드                          | 헤비급 타이틀 결정전       |

## 킥복싱 전적
| 41 시합 | (T)KO | 판정 | 그 밖 | 비김 | 무효 |
| 20 승   | 12    | 8    | 0     | 0    | 0    |
| 21 패   | 11    | 10   | 0     | 0    | 0    |

| 결과 | 상대                  | 내용                    | 대회명                                         | 경기일자         | 개최장소     | 비고                         |
| ---- | --------------------- | ----------------------- | ---------------------------------------------- | ---------------- | ------------ | ---------------------------- |
| 패   | 토마스 하롱           | 2R KO                   | GIBU Fight Night 2                             | 2015년 12월 11일 | 프라하       |                              |
| 패   | 콘스탄틴 글루호프     | 1R TKO (주먹 부상)      | Kunlun Fight 18: The Return of the King        | 2015년 2월 1일   | 광저우       |                              |
| 패   | 라울 카티나스         | 판정(만장일치)          | SuperKombat World Grand Prix 2012 Final        | 2012년 12월 22일 | 부쿠레슈티   |                              |
| 패   | 릭 루푸스             | 3R 판정(만장일치)       | K-1 World Grand Prix 2012 in Los Angeles       | 2010년 9월 8일   | 로스엔젤리스 |                              |
| 패   | 플로리안 파비치       | 5R 판정(스플릿)         | 3rd Steko Fight Night                          | 2012년 3월 3일   | 뮌헨         |                              |
| 패   | 라오우마루            | KO (니킥)               | RISE 85: Heavyweight Tournament 2011           | 2011년 11월 23일 | 도쿄         |                              |
| 패   | 벤 에드워즈           | 2R KO (니킥)            | Capital Punishment 4                           | 2011년 7월 30일  | 콘스탄차     |                              |
| 패   | 미아덴 브레스토바치   | 1R KO (바디 레프트 킥)  | SuperKombat World Grand Prix II 2011           | 2011년 7월 16일  | 부쿠레슈티   |                              |
| 패   | 세르게이 하리토노프   | 1R KO (라이트 어퍼컷)   | United Glory 14: 2010-2011 World Series Finals | 2011년 5월 28일  | 부쿠레슈티   |                              |
| 패   | 피터 아츠             | 1R KO (펀치 & 킥)       | K-1 World Grand Prix 2010 Final                | 2010년 12월 11일 | 부쿠레슈티   | 2010 월드 GP 8강전           |
| 승   | 라울 카티나스         | 3R 판정 (만장일치)      | K-1 World Grand Prix 2010 in Seoul Final 16    | 2010년 10월 2일  | 서울         | 2010 월드 GP 16강전          |
| 패   | 세바스챤 치오바누     | 1R KO                   | K-1 World Grand Prix 2010 in Bucharest         | 2010년 5월 21일  | 부쿠레슈티   | 2010 부쿠레슈티 GP 4강전     |
| 승   | 로만 클레이블         | 3R KO                   | K-1 World Grand Prix 2010 in Bucharest         | 2010년 5월 21일  | 부쿠레슈티   | 2010 부쿠레슈티 GP 8강전     |
| 패   | 커털린 모로샤누       | 연장 4R 판정 (스플릿)   | K-1 ColliZion 2009 Final Elimination           | 2009년 10월 24일 | 부쿠레슈티   |                              |
| 승   | 저스티스 스미스       | 3R 판정 (매조리티)      | K-1 World Grand Prix 2008 in Hawaii            | 2008년 8월 9일   | 호놀룰루     |                              |
| 패   | 후지모토 쿄타로       | 4R 연장 판정            | K-1 World Grand Prix 2008 in Yokohama          | 2008년 4월 13일  | 요코하마     |                              |
| 패   | 폴 슬로윈스키         | 2R KO (로우킥)          | K-1 World Grand Prix 2007 Final                | 2007년 12월 8일  | 요코하마     | 2007 월드 GP 리저브 매치     |
| 패   | 최홍만                | 3R 판정 (만장일치)      | K-1 World Grand Prix 2007 in Seoul Final 16    | 2007년 9월 29일  | 서울         | 2007 월드 GP 16강전          |
| 패   | 스테판 레코           | 3R 판정 (만장일치)      | K-1 World Grand Prix 2007 in Las Vegas         | 2007년 8월 11일  | 라스베가스   |                              |
| 패   | 세미 슐트             | 3R 판정 (만장일치)      | K-1 World Grand Prix 2007 in Amsterdam         | 2007년 6월 23일  | 암스테르담   |                              |
| 승   | 알렉산더 피츠쿠노프   | 3R KO (펀치)            | K-1 World Grand Prix 2007 in Hawaii            | 2007년 4월 28일  | 호놀룰루     | 2007 하와이 GP 결승전        |
| 승   | 얀 노르키아           | 2R KO (라이트 펀치)     | K-1 World Grand Prix 2007 in Hawaii            | 2007년 4월 28일  | 호놀룰루     | 2007 하와이 GP 4강전         |
| 승   | 김경석                | 1R KO (스트레이트 펀치) | K-1 World Grand Prix 2007 in Hawaii            | 2007년 4월 28일  | 호놀룰루     | 2007 하와이 GP 8강전         |
| 승   | 최홍만                | 2R KO (라이트 오버핸드) | K-1 World Grand Prix 2007 Yokohama             | 2007년 3월 4일   | 요코하마     |                              |
| 승   | 압델 라미디           | 1R KO (라이트 오버핸드) | K-1 Fighting Network Riga 2006                 | 2007년 3월 4일   | 리가         |                              |
| 패   | 레미 본야스키         | 3R 판정 (만장일치)      | K-1 World Grand Prix 2006 in Sapporo           | 2006년 7월 30일  | 삿포로       |                              |
| 패   | 피터 아츠             | 2R KO (레프트 로우킥)   | K-1 World Grand Prix 2005 final 16             | 2005년 9월 23일  | 오사카       |                              |
| 승   | 프랑소와 보타         | 1R TKO (넉다운 3번)     | K-1 World Grand Prix 2005 in Las Vegas         | 2005년 8월 13일  | 라스베가스   |                              |
| 승   | 레미 본야스키         | 3R 판정 (스플릿)        | K-1 World Grand Prix 2005 in Las Vegas         | 2005년 4월 30일  | 라스베가스   |                              |
| 패   | 카오클라이 카엔노르싱 | 1R KO (라이트 하이킥)   | K-1 World Grand Prix 2004 final                | 2004년 12월 4일  | 도쿄         |                              |
| 승   | 게리 굿리지           | 1R TKO (넉다운 3번)     | K-1 World Grand Prix 2004 final 16             | 2004년 9월 25일  | 도쿄         |                              |
| 승   | 브렛 워리스           | 2R KO (라이트 오버핸드) | K-1 World Grand Prix 2004 in Las Vegas         | 2004년 8월 7일   | 라스베가스   | 2004 라스베기스 GP II 결승전 |
| 승   | 스캇 라이티           | 1R KO (라이트 오버핸드) | K-1 World Grand Prix 2004 in Las Vegas         | 2004년 8월 7일   | 라스베가스   | 2004 라스베기스 GP II 4강전  |
| 승   | 세르게이 구르         | 3R 판정 (만장일치)      | K-1 World Grand Prix 2004 in Las Vegas         | 2004년 8월 7일   | 라스베가스   | 2004 라스베기스 GP II 8강전  |
| 패   | 듀이 쿠퍼             | 3R 판정 (만장일치)      | K-1 World Grand Prix 2004 in Las Vegas         | 2004년 4월 30일  | 라스베가스   | 2004 라스베가스 GP I 4강전   |
| 승   | 카터 윌리암스         | 3R TKO                  | K-1 World Grand Prix 2004 in Las Vegas         | 2004년 4월 30일  | 라스베가스   | 2004 라스베가스 GP I 8강전   |
| 승   | 호리 히라쿠           | 4R KO (라이트 훅)       | K-1 BURNING 2004                               | 2004년 2월 15일  | 오키나와     |                              |

## 복싱 전적
| 결과 | 상대                | 내용    | 대회명 | 경기일자         | 개최장소 | 비고 |
| ---- | ------------------- | ------- | ------ | ---------------- | -------- | ---- |
| 승   | 윌리암 잭슨         | 1R KO   |        | 2007년 8월 2일   | 어바인   |      |
| 승   | 크리스토퍼 발렌타인 | 1R KO   |        | 2006년 11월 17일 | 카바존   |      |
| 패   | 라마르 스테판스     | 3R 판정 |        | 2006년 5월 18일  | 헐리우드 |      |